# Emil Brunner
Heinrich Emil Brunner (Winterthur, 1889. december 23. – Zürich, 1966. április 6.) svájci református teológus, a 20. század egyik legbefolyásosabb protestáns teológusa.

## Élete
A Svájci Református Egyház lelkésze, a Zürichi Egyetem professzora volt. Jeles előadásokat tartott Angliában, az USA-ban és Japánban. 1928-ban az USA-ban tartott a „Válság teológiája” című előadása a teológusok egész generációjára volt hatással; „A parancsolat és a szabályzat” („Das Gebot und die Ordnungen“) című műve (1932) pedig mérföldkő a protestáns teológiai etika történetében.
Pályafutása elején csatlakozott a „dialektikus iskolához”, de miután felkarolta a természetteológiát , szakított Barth-tal.
Műveit széles körben olvasták, és gyakran alapszövegként szolgált a református és presbiteránus szemináriumokban.
Elutasította Krisztusnak az újprotestantizmus egyes ágaira jellemző, bölcs tanító figurává való redukálását.

## Művei

### Németül megjelentek
- Das Symbolische in der religiösen Erkenntnis. Beiträge zu einer Theorie des religiösen Erkennens. 1914
- Erlebnis, Erkenntnis und Glaube 1921 (4. u. 5. Aufl. 1953)
- Die Grenzen der Humanität (Habil.vorles. Zürich), 1922
- Die Mystik und das Wort. Der Gegensatz zwischen moderner Religionsauffassung und christlichem Glauben, dargestellt an der Theologie Schleiermachers. 1924 (1928²)
- Reformation und Romantik. 1925
- Philosophie und Offenbarung. 1925
- Die Absolutheit Jesu. 1926 (1934³)
- Der Mittler. Zur Besinnung über den Christusglauben. 1927 (4. Aufl. 1947)
- Religionsphilosophie evangelischer Theologie. 1927 (1948²)
- Gott und Mensch. 4 Untersuchungen über das personhafte Sein. 1930
- Das Gebot und die Ordnungen. Entwurf einer protestantisch-theologischen Ethik. J.C.B. Mohr, Tübingen 1932 (4. Aufl. 1978).
- Meine Begegnung mit der Oxforder Gruppenbewegung. 1933
- Natur und Gnade. Zum Gespräch mit Karl Barth. 1934 (1935²)
- Um die Erneuerung der Kirche. Ein Wort an alle, die sie lieb haben. 1934
- Zur Judenfrage. In: Neue Schweizer Rundschau, 28. Jg. 1935, Heft 7
- Unser Glaube. Eine christliche Unterweisung. 1935 (14. Auflage 1981)
- Vom Werk des heiligen Geistes. 1935
- Die Kirchen, die Gruppenbewegung und die Kirche Jesu Christi. 1936
- Der Mensch im Widerspruch. Die christliche Lehre vom wahren und wirklichen Menschen. 1937 (5. Aufl. 1985)
- Eros und Liebe. Vom Sinn und Geheimnis unserer Existenz. 1937 (1952²)
- Wahrheit als Begegnung. 6 Vorlesungen über das christliche Wahrheitsverständnis. 1938 (3. Aufl. 1984)
- Saat und Frucht. 10 Predigten über Gleichnisse Jesu. 1938 (1948²)
- Die Machtfrage. 1938
- Bausteine geistigen Lebens. Ausschnitte aus den Werken von Emil Brunner. Hrsg. v. Ernst Hermann Müller-Schürich, 1939
- Ich glaube an den lebendigen Gott. Predigten über das altchristliche Glaubensbekenntnis. 1941 (1945²)
- Offenbarung und Vernunft. Die Lehre von der christlichen Glaubenserkenntnis. 1941 (2007²)
- Gerechtigkeit. Eine Lehre von den Grundgesetzen der Gesellschaftsordnung. 1943 (4. Aufl. 2002)
- Die politische Verantwortung des Christen. 1944
- Glaube und Ethik 1945
- Dogmatik I: Die christliche Lehre von Gott. 1946 (4. Aufl. 1972)
- Dogmatik II: Die christliche Lehre von Schöpfung und Erlösung. 1950 (3. Aufl. 1972)
- Dogmatik III: Die christliche Lehre von der Kirche, vom Glauben und von der Vollendung. 1960 (2. Aufl. 1964)
- Das Wort Gottes und der moderne Mensch (4 Vorlesungen). 1947
- Kommunismus, Kapitalismus und Christentum. 1948
- Der Römerbrief, übersetzt und ausgelegt. 1948 (1956²)
- Vom ewigen Leben. 1951²
- Das Missverständnis der Kirche. 1951 (3. Aufl. 1988)
- Fraumünster-Predigten. 1953 (1955²)
- Das Ewige als Zukunft und Gegenwart. 1953 (1965²)
- Das Ärgernis des Christentums. 5 Vorlesungen über den christlichen Glauben. Hrsg. v. Hans Heinrich Brunner, 1957 (3. Aufl. 1988)
- Gott und sein Rebell (Auszüge aus: Der Mensch im Widerspruch), kommentiert und hrsg. v. Ursula Berger-Gebhardt, 1958
- Fraumünster-Predigten. NF. 1965.
- Christentum und Kultur. Eingel. u. bearb. von Rudolf Wehrli. TVZ, Zürich 1979
- Ein offenes Wort. Vorträge und Aufsätze 1917–1962. Eingef. u. ausgew. von Rudolf Wehrli. TVZ, Zürich 1981

#### Magyarul
- A református theológia feladata a jelenkorban; Főiskolai Ny., Pápa, 1935 (A Pápai Református Theológiai Akadémia kiadványai)
- A mi hitünk. Gyülekezeti értesítő a Barabásszegi Református Egyházhoz tartozó hívek számára; ford. Bíró Mózes; Sylvester, Budapest, 1935
- Jézus példázatai. 10 egyházi beszéd Jézus példázatairól; ford. Geréb Pál; Ifjú Erdély, Kolozsvár, 1939